# Orcier
Orcier település Franciaországban, Haute-Savoie megyében. Lakosainak száma 1073 fő (2022. január 1.). Orcier Allinges, Draillant, Lullin, Lyaud és Vailly községekkel határos.

## Népesség
A település népességének változása:
| Lakosok száma | 867  | 906  | 960  | 981  | 1018 | 1030 | 1053 | 1067 | 1073 |
|               | 2013 | 2015 | 2016 | 2017 | 2018 | 2019 | 2020 | 2021 | 2022 |